# Hulk och agenterna K.R.O.S.S.A.
Hulk och agenterna K.R.O.S.S.A. (engelska: Hulk and the Agents of S.M.A.S.H.) är en amerikansk animerad actionäventyrs-TV-serie som hade premiär den 11 augusti 2013 på Disney XD. Bland seriens röstskådespelare finns Eliza Dushku.

## Handling
Serien kretsar kring hjältegruppen K.R.O.S.S.A. som består av Hulk (Hulken på svenska), Red Hulk, She-Hulk, Skaar och A-Bomb som bekämpar skurkar som visas i form av dokusåpa skapad av Rick Jones som senare förvandlas till A-Bomb.

## Röster

### Engelsk version
| Fred Tatasciore     | – Hulk / Bruce Banner         |
| Seth Green          | – A-Bomb / Rick Jones         |
| Eliza Dushku        | – She-Hulk / Jennifer Walters |
| Clancy Brown        | – Red Hulk / Thunderbolt Ross |
| Benjamin Diskin     | – Skaar                       |
| James Arnold Taylor | – Leader                      |

### Svensk version
| Daniel Sjöberg            | – Hulk              |
| Adam Fietz                | – Red Hulk          |
| Dominique Pålsson Wiklund | – She-Hulk          |
| Mikael Regenholz          | – Rick Jones/A-Bomb |
| Urban Wrethagen           | – Skaar             |
| Mattias Knave             | – Ego               |
| Anton Olofson Raeder      | – Leader            |

- Övriga röster - Stephan Karlsén, Figge Norling, Adam Portnoff, Claes Ljungmark
- Regissör och inspelningstekniker - Fredrik Söderström
- Dialogöversättare - Lasse Karpmyr (Säsong 1), Josefina Hylén (Säsong 2)
- Svensk version producerad av Disney Character Voices International, Inc.[3]